# 23-я армия (СССР)
23-я армия (23 А) — оперативное войсковое объединение (общевойсковая армия) в составе Вооружённых Сил СССР во время Великой Отечественной войны.

## Формирование
23-я армия сформирована в мае 1941 года в Ленинградском военном округе, прикрывала границу с Финляндией на Карельском перешейке севернее и северо-восточнее Выборга.

## Боевые действия

### 1941 год
На 22.06.1941 года перед армией стояла задача прикрытия границы от Выборга по государственной границе до Ристалахти (западнее Сортавалы), имея соседом справа 168-ю стрелковую дивизию 7-й армии, соседом слева — Балтийский флот. В составе армии были 5 стрелковых, 1 мотострелковая и 2 танковые дивизии, два укреплённых района. Армия была развёрнута с целью прикрытия северо-западных подступов к Ленинграду и обороны западного побережья Ладожского озера.
Армия выдвинулась из района дислокации и развернулась на вверенном рубеже к 29.06.1941 года. На каждую дивизию армии приходилось 40-47 км фронта, плотность артиллерии составляла не более пяти орудий и миномётов на километр фронта. В резерве армии находился 10-й механизированный корпус. К моменту развёртывания из состава армии была изъята 70-я стрелковая дивизия. Оборонительная линия не являлась сплошной: кое-где между частями армии были промежутки в десятки километров.
Советским войскам противостояли финские 4-й армейский корпус (4-я, 8-я и 12-я пехотные дивизии), 2-й армейский корпус (2-я, 15-я и 18-я пехотные дивизии) и 10-я отдельная пехотная дивизия.
Боевые действия в полосе армии начались только с 01.07.1941 года. До этого армия 29.06.1941 года силами 115-й стрелковой дивизии отразила частную атаку финских войск и 176-м разведывательным батальоном 30.06.1941 года приняла участие в контратаке на занятый финскими войсками город Энсо, и к полудню батальон, действуя вместе с 260-м стрелковым полком 43-й стрелковой дивизии отбил город, отбросив финские войска за государственную границу.
01.07.1941 года в районе Ристалахти финские войска нанесли удар в стык 23-й армии и 7-й армии. Со стороны 23-й армии там держала оборону 142-я стрелковая дивизия. Финским войскам удалось вклиниться в оборону; тем не менее, 03.07.1941 ударом резервного 10-го механизированного корпуса положение было восстановлено.
04.07.1941 года из состава армии был изъят 10-й механизированный корпус, за исключением 198-й моторизованной дивизии
До 10.07.1941 года части армии вели бои, в основном на участке 142-й стрелковой дивизии, продвижение вражеских войск составило до 15 км, затем наступление финских войск было приостановлено: основные усилия финское командование сосредоточило на прорыве к северо-западной части Ладожского озера в полосе действий 7-й армии. К середине июля 1941 года финским войскам удалось прорвать советскую оборону, в результате чего 23-я армия потеряла своего правого соседа, и теперь полоса армии простиралась между двух побережий: северного побережья Финского залива и западного побережья Ладожского озера. Армию пополнили некоторые соединения 7-й армии, отрезанные от своих.
31.07.1941 года финские войска начали широкомасштабное наступление в полосе армии. Главный удар наносился силами 2-го армейского корпуса вдоль западного побережья Ладожского озера. Одновременно войска 2-го и 7-го армейских корпусов сковывали советские войска в районе Сортавалы. В первые три дня наступления финским войскам удалось вклиниться в оборону на глубину 8-15 км.
05.08.1941 года армия силами 198-й моторизованной дивизии и 142-й стрелковой дивизии из района Лахденпохья в западном направлении нанесла контрудар, при сковывающем ударе 115-й и 43-й стрелковых дивизий в направлении дороги Выборг-Лаппенранта. Контрудар успеха не принёс.
08-09.08.1941 года финские войска, используя успех своей резервной 10-й пехотной дивизии, вышли к побережью Ладожского озера в районах Лахденпохья, Куркийоки и Хиттола. Таким образом, правофланговые войска армии оказались разрезанными на три части: 168-я стрелковая дивизия, 367-й стрелковый полк 71-й стрелковой дивизии и 708-й стрелковый полк 115-й стрелковой дивизии вели бои в районе севернее и северо-западнее Сортавалы, 142-я стрелковая дивизия и 198-я моторизованная дивизия — в районе севернее и северо-восточнее Хиттола и сводная группа полковника Донского — западнее Кексгольма.
15.08.1941 года после выхода финских войск к побережью Ладоги в районе Лахденпохья возникла угроза окружения сортавальской группы войск, и группа оставила город Сортавала и отошла в ладожские шхеры, откуда войска были благополучно эвакуированы через Ладожское озеро.
Таким образом, в построениях войск армии образовалась брешь, куда в юго-восточном направлении, во фланг и тыл выборгской группировки армии, начали наступление финские войска. Туда была выдвинута из резерва фронта 265-я стрелковая дивизия. 10.08.1941 года эта дивизия и 115-я стрелковая дивизия осуществили попытку контрудара юго-восточнее Хиттола, не принесшую особого успеха — уже 11.08.1941 года финские войска возобновили наступление. 15.08.1941 года финские части, прорвав оборону 115-й стрелковой дивизии, форсировали реку Вуокса восточнее Выборга и к 20.08.1941 года подошли к Выборгу с тыла на 12 км. В то же самое время финские части продолжали наступление по направлению к Ладожскому озеру, тесня части 142-й стрелковой и 265-й стрелковых дивизий. 198-я моторизованная дивизия также была прижата к северо-восточному берегу Ладоги и судами переброшена в Саунасари.
Тем временем, 123-я стрелковая дивизия и 43-я стрелковая дивизия 20.08.1941, взорвав укрепления на границе юго-западнее, западнее и северо-западнее Выборга, по приказу Ставки начали отход в район севернее Выборга, преследуемые финскими частями.
23.08.1941 года силами этих дивизий был нанесён контрудар в направлении Вуосальми с задачей ликвидации плацдарма финских войск. Контрудар был отражён, и 25.08.1941 финские войска перерезали дорогу Выборг-Ленинград, захватив станцию Кямяря. С другой стороны Выборга финские части форсировали Выборгский залив и 26.08.1941 года перерезали Приморские железную дорогу и шоссе. Части 123-й и 43-й дивизий, а также остатки 115-й стрелковой дивизии оказались в окружении южнее Выборга в лесном массиве между деревнями Порлами и Мятсякюля. Войскам было приказано выходить из окружения самостоятельно. Части войск удалось пробиться к посёлку Койвисто, откуда они перебрались на остров Бьорке, обороняемый частями Выборгского укреплённого сектора береговой обороны. 02.09.1941 года двумя транспортами, подошедшими к молу Койвисто, были эвакуированы в Кронштадт около 6 тысяч бойцов, командиров и политработников.
01.09.1941 руководством Ленинградского фронта было принято решение об отводе оставшихся частей на рубеж Карельского укреплённого района по границе 1939 года. К исходу 01.09.1941 года рубеж заняли правофланговые части 142-й и 265-й стрелковых дивизий (в резерве), на левом фланге расположились остатки вывезенной с побережья Ладоги 198-й моторизованной дивизии. К 03.09.1941 начали прибывать части эвакуированных 123-й и 43-й дивизий, а также остатки 115-й стрелковой дивизии. В районе Сестрорецка, примыкая к морю, встала в оборону переброшенная с южного участка Ленинградского фронта 291-я стрелковая дивизия.
9 сентября 1941 года на должность командующего 23-й армией  назначен генерал-майор А.И. Черепанов.
Наступление 2-го финского корпуса на Карельском перешейке развивалось медленно. 
Прикрывавшие ленинградское направление с севера войска советской 23-й армии оказывали ему упорное сопротивление.
В конце августа в наступление на Ленинград с севера включился также финский 4-й армейский корпус.  Наступление финских войск от границы 1940 года до границы 1920 года далось финнам большой ценой.  Лишь благодаря большому превосходству в  силах после кровопролитных боев финнам 1 сентября удалось выйти к советско-финляндской границе 1939 г. и в ряде мест несколько далее её.   Переход границы сопровождался бунтами и протестами в некоторых финских полках. Здесь советские войска,  опираясь на старые долговременные укрепления  Карельского укрепленного района,  сумели создать прочную оборону.
Существует  альтернативное  субъективное  мнение  публициста, исследователя   и теоретика  фантастики и альтернативной истории С. Переслегина,  напечатанное  как комментарий   в книге  мемуаров  Э. Манштейна "Утерянные победы"  

 Совокупность всех обстоятельств заставляет предположить существование некого тайного договора между Финляндией и СССР, который был заключен позднее сентября 1941 года.  Он отвечал интересам обоих государств и был скрупулёзно исполнен. Командующий войсками Ленинградского фронта Г. Жуков об этом договоре, несомненно, знал. ...Финская армия неоднократно могла взять Ленинград. Проще всего ей это было сделать в сентябре 1941 года. Пытаясь остановить наступление противника на Пулковских высотах, Г. Жуков снял с северного направления практически все. Первоклассные финские дивизии имели значительное превосходство в силах, остановились перед таким незначительным препятствием, как река Сестра... Далее, в ноябре финны отказались от замыкания второго кольца блокады путем наступления через Свирь. ... условия перемирия, предъявленные в 1944 году разбитой вдребезги Финляндии, были очень умеренные. Страна сохраняла независимость, территориальную целостность и общественный строй.  Никто из руководящих деятелей Финляндии не был репрессирован.
Документов, подтверждающих, что такое соглашение было, нет.  Информации или документов   о  каких – либо дипломатических  или иных контактах в этот период   между правительственным  и военным  руководством  СССР и Финляндии нет. 
Утверждение о том, что никто из руководства  Финляндии не подвергся репрессиям, не соответствует действительности.  В  Хельсинки  в  1945 - 1946 г.г.  состоялся судебный  процесс над восемью финскими государственными деятелями,   в том числе  бывшим  президентом  Р. Рюти,  по обвинению во  втягивание  Финляндии в войну на стороне фашистской  Германии.  Подсудимые получили  тюремные сроки  от 2 до 10 лет . Но  все осуждённые  вышли на свободу к 1949 г.
Причины, почему  К.Г. Маннергейму, в это время президенту Финляндии,  как всему остальному  руководству Финляндии не было предъявлено обвинений,    до сих пор  являются  предметом дискуссий.
С 20 сентября 1941 г. фронт на северных подступах к Ленинграду стабилизировался.

### 1941—1944 годы
В январе 1943 года генерала Черепанова, командовавшего  армией с сентября 1941 года, на период  с 24.01 1943 г. по февраль 1943 г. сменил генерал М.П. Духанов.  В феврале  1943 года командующим 23-й армией вновь назначен генерал-майор (с 01.09.1943 года генерал-лейтенант)  Черепанов, который  оставался в этой должности до 02.07.1944 г.
Активных боевых наступательных действий большими силами  в этот период 23-я армия не вела. Существовавшая в солдатском фольклоре  поговорка времени  войны: «В мире не воюют три (или „есть три нейтральные“) армии — шведская, турецкая и 23-я советская» не соответствует действительности,  хотя интенсивность боевых действий на участке фронта, обороняемом 23-й армией, была меньше в сравнении с другими.
Части армии занимались совершенствованием обороны,  вели  позиционные бои  с  огневым контактом с противником,  проводились выходы разведгрупп и групп захвата,  отражение атак,   проводившихся финнами на позиции частей армии,  проводились артиллерийские налеты, разрушение оборонительных сооружений противника артиллерийским огнем по намеченным целям,  частные наступательные операции по захвату высот в полосе обороны,  ежедневные выходы на позиции снайперов,  армия несла потери.
По имеющимся задокументированным свидетельствам частые бои разведгрупп и артиллерийские дуэли были тяжелыми. Из - за нехватки  боеприпасов войска снабжались и немецкими трофейными орудиями, в том числе очень старыми 105 и 155 мм гаубицами, боеприпасы к которым были.  
Войска 23-й армии первыми стали массово использовать огневые фугасы (фугасные заряды, усиленные бутылками с горючей смесью) для установки на оборонительных заграждениях. Только в 1941 году их установлено в полосе армии свыше 5 тысяч штук.
Из интервью с ветераном Великой Отечественной войны медицинской сестрой  92-й стрелковой дивизии 23-й армии  Золотницкой Евгенией Борисовной. Запись интервью  Б. Иринчеев 
.

 Когда говорят, что у нас двадцать третья армия была невоюющая армия - это неправда. У нас было очень много разведок боем, и просто разведок. 
Так, в результате локальных боевых действий и обстрелов противника,  потери 23-й армии в январе 1944 года составили 122 человека убитыми, 278 человек ранеными, пропали без вести 4 человека.  Частями 23 армии проведены 1 разведка боем, 111 разведпоисков,  взяты в плен 3 солдата финской армии.  Артиллерией израсходовано 29100 снарядов, более 12000 мин.  По позициям частей  23 армии выпущено более 6000 снарядов и более 5000 мин, противник предпринял 6  разведопераций  силами от отделения до роты,  которые  проводились после сильного огневого налёта.
В феврале 1944 года частями армии проведены 3 разведки боем, 22 разведпоиска, 158 засад,  взяты в плен 5 солдат противника.  Артиллерия израсходовала 28770 снарядов, 11768 мин.  Противник провел 5 разведопераций силами от отделения до двух взводов, по позициям армии противник выпустил более 10800 снарядов и более 5 тысяч мин.  Потери армии составили 68 человек убитыми, 155 человек ранеными, пропали без вести 2 человека.
Стабильность в полосе обороны 23-й  армии сохранялась до лета 1944 года.

### 1944 год
В июне-июле  1944 года 23-я армия принимала участие в Выборгской наступательной операции Ленинградского фронта.
К началу мая 1944 г. на Карельском перешейке находилась только 23-я армия (командующий генерал-лейтенант Черепанов), в составе 115-го стрелкового корпуса (142-я стрелковая дивизия, 10-я стрелковая дивизия, 92-я стрелковая дивизия), 17-го Укреплённого района  и 22-го Укреплённого района.   Она имела задачу  оборонять рубежи от Ладожского озера до  Охты.
В соответствии с замыслом операции войска Ленинградского фронта на Карельском перешейке должны были силами 21 армии, передислоцированной на Карельский перешеек, и 23 армии,  усиленной дополнительными частями, с поддержкой 13-й воздушной армии  и Балтийского флота, наносить главный удар в общем направлении Белоостров — Сумма — Выборг — Лаппеенранта, прорвать три полосы обороны финских войск, уничтожить основные силы противника на Карельском перешейке и овладеть стратегически важным пунктом и главным узлом коммуникаций Карельского перешейка — г. Выборг, создав  угрозу важнейшим жизненным центрам на юге Финляндии.
23-я армия, усиленная дополнительными частями, в составе 98-го стрелкового корпуса ( 281-я стрелковая дивизия, 381-я стрелковая дивизия, 177-я стрелковая дивизия), 115-го стрелкового корпуса и 17-го Укрепленного района имела задачу оборонять прежние рубежи. Армии предстояло после перехода в наступление 21-й армии силами 98-й ск и 97 ск (передавался из 21 – й армии 11.6.44 г.) с частями усиления перейти в наступление, нанося главный удар в направлении Кекрола (урочище Пионерское, в настоящее время находится на территории Выборгского района) и Мусталово. После выполнения этих задач армии предстояло прорвать вторую оборонительную полосу финнов ( VT-линию)   и, развивая наступление на Валкъярви, выйти к  Вуоксинской водной системе.
9 июня 1944 г. началась предварительная артиллерийская и авиационная подготовка по заранее разведанным целям, в ходе которой были разрушены наиболее прочные оборонительные сооружения противника первой  полосы обороны противника. 10 июня с  длительной артподготовки и ударов авиации началась Выборгская наступательная операция, войска 21 армии перешли в наступление.
10.6.1944 года 23 армия вела бои разведгруппами, проводила двухчасовую артподготовку.
11.6.1944 года частями 115, 98, и 97 стрелковых корпусов прорвала передний край обороны противника и подошла к опорным пунктам в глубине его обороны.
12.6.44 г. 23-я армия силами 98 ск и 115 ск с частями усиления овладела опорными пунктами Рихие, Ряйккеля (Славянское (Ленинградская область) ),  Сарейма,  Холттила  (урочище Васильково). 97 ск выведен из боя в резерв фронта.   13.6.44 г. 23 а частями  98 ск к   вышла на вторую главную долговременную линию обороны   и вела  бой в районе Вехмайнен,  Сийранмяки,  наступая в  направлении Валкъярви и Вуотта.  
14 июня соединения армии  после артиллерийской подготовки и ударов авиации  начали атаку второй полосы вражеской обороны.
Особенно ожесточенные бои развернулись в районе укреплённого пункта обороны Сийранмяки, высота 171.0., удержать который  финское командование стремилось любой ценой, так как,  в случае прорыва обороны советскими войсками,  был бы поставлен под угрозу окружения  3-й финский армейский корпус и его отход на следующую долговременную линию обороны, проходившую по Вуоксинской водной системе.

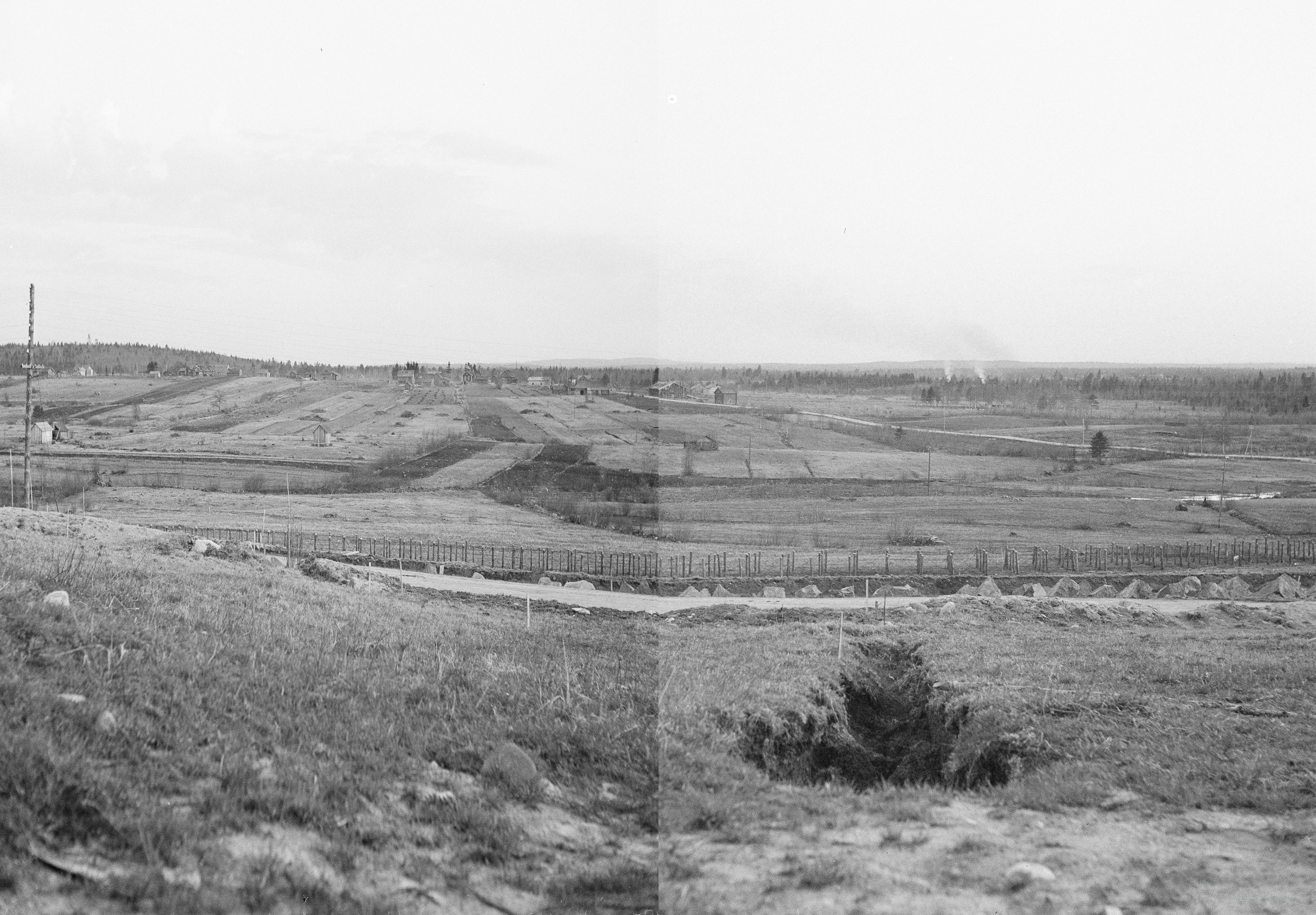
Сийранмяки, 1944 год. Один из участков линии обороны. Фотографии из архива Сил обороны Финляндии (SA-Kuva).

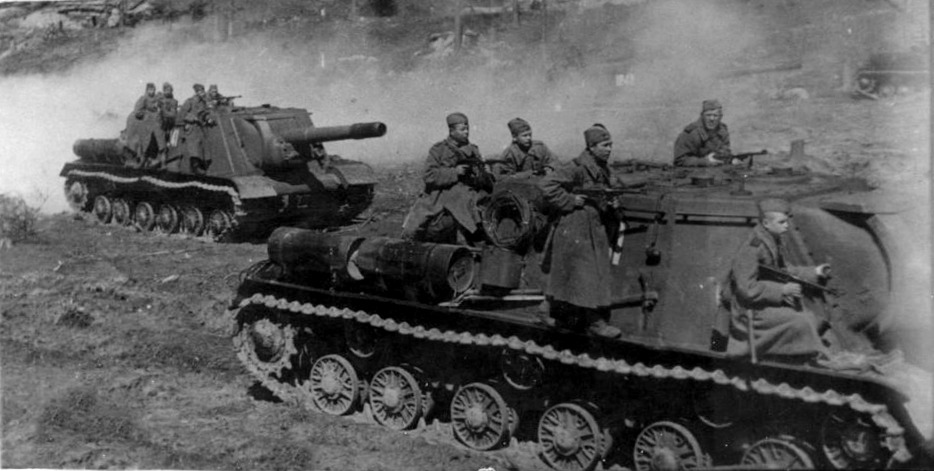
Карельский перешеек.Район боев за высоту Д. Самоходные пушки ИСУ-152 с десантом направляются на выполнение боевой задачи.

14 июня 1944 года части 281-й дивизии 98-го стрелкового корпуса  23-й армии  при поддержке 46-го гвардейского тяжёлого танкового полка прорыва  (Отдельный гвардейский тяжёлый танковый полк),  226-го отдельного танкового полка , 396-го Гвардейского  тяжёлого самоходно-артиллерийского  полка,  938-го самоходно - артиллерийского  полка и артиллерийских частей усиления  захватили  основную высоту 171.0  опорного пункта обороны Сийранмяки.  В  боях,  непрерывно продолжавшихся 3 дня,  войска армии удержали  высоту, отбив многочисленные контратаки противника.  16.6.1944 г. финские войска были вынуждены оставить опорный  узел обороны и отходить  на следующий оборонительный рубеж  на  реке Вуокса.  177-я стрелковая дивизия 98 ск при поддержке бронетехники  с боями преследовала противника  и  к  20.6.44 года вышла  в район Хейниоки (Вещево (посёлок, Ленинградская область)).
К исходу 17 июня войска армии вышли на рубеж Косела — Саунасари — Рауту — Мякряля — Тарпила.  17.6.1944 года в состав армии вошёл 6-й стрелковый корпус в составе 13-й и 382-й стрелковых дивизий.
20.6.1944 года войска 23-й армии вышли  к оборонительному рубежу противника (третья полоса обороны, VKT-линия ), проходившему вдоль озёр Вуоксинской системы.
Краткие итоги боевых действий войск Ленинградского фронта за июнь месяц 1944 г.

 Войска фронта в составе 21 и 23 а с частями усиления на Карельском перешейке, начав наступление 10.6.44 г. на Выборгском направлении (21 А), последовательно прорвали три мощных оборонительных рубежа противника, внешний и внутренний обвод г. Выборг, 20.6.44 г. штурмом овладели г. Выборг и преследуя противника, продвинулись в сев. и сев-западном направлении, подойдя к 30.6.44 г. к Озерному району Карперешейка. 
На Вуоксенском направлении войска фронта (23А), последовательно прорвали две укрепленные линии обороны противника и подошли к оз. Суванто- Ярви, Вуокси - Ярви и р. Вуокси, очистив от противника южные берега этих рек.
За период с 10 по 30.6.44 г. войска фронта продвинулись от 20 до 106 км, продолжая боевые действия в Озерном районе Карперешейка, имеющем особенность - лесисто-каменистую местность с цепью озёр и рек и изобилием каменистых скал и валунов, используемых противником для организации системы флангового огня и укрытий, не поддающихся разрушению и уничтожению огнем артиллерии
После взятия города Выборг   войска Ленинградского фронта продолжали наступление.  23-я армия участвовала в сражении в межозерном дефиле  20-27 июня 1944 года и в боях на реке Вуокса (называемых так же Бои за Вуосалми).
2.7.44 г. командарма 23 армии генерал-лейтенанта Черепанова сменил генерал-лейтенант Щвецов
После успешного первого этапа операции темп наступления после  снизился, сопротивление противника нарастало.
Значительные трудности для проведения операции представляли условия местности, в том числе неразвитая дорожная сеть, болотистая местность и многочисленные озера, не позволявшие использовать крупные силы пехоты и танков, наличие большого количества природных препятствий –  огромных валунов, использовавшихся противником как  укрепленные огневые точки, что снижало эффективность огня артиллерии. Узкие участки суши между озёрами и валуны становились естественной крепостью, бои часто стали сравнимы c боями в городских условиях.

Финская оборонительная позиция, защищённая огромными валунами.Район озера Носкуонселька, июнь 1944 г. Фотография из архива Сил обороны Финляндии (SA-Kuva)

Командование противника решило во что бы то ни стало удержать третью полосу обороны. Из Южной Карелии в район Выборга и  на реку Вуокса с 17.6. 1944 года начали прибывать резервы, переброшены 4-я и 6-я дивизии,  11-я, 20-я пехотные дивизии  и 17-я пехотная бригада, затем другие части.  Германия  направила в Финляндию 122-ю пехотную дивизию, 303-ю бригаду штурмовых орудий,  с нарвского участка фронта  перебазированы 32 пикирующих бомбардировщика  Ju-87  и 38 истребителей-штурмовиков  FW-190.
Кроме того,  в Финляндию из Германии были доставлены 10 тысяч панцерфаустов ,  которые могли пробить броню любого советского  танка  с близкого расстояния.   Это значительно осложнило действия  танковых частей  в специфических условиях местности, когда у обороняющихся была возможность стрелять  с расстояния до 50 м, на какое панцерфаусты были рассчитаны. Потери танков возросли .
Неоднократные попытки сбить противника с предмостного укрепления на реке Вуоксе и пробить его оборону на межозерных дефиле успеха не имели.  Финские войска при мощной артиллерийской поддержке   упорно обороняли   занятые ими  рубежи.
С 4 по 7 июля 1944 года 23  армией  силами 98 стрелкового корпуса (281-я стрелковая дивизия, 381-я стрелковая дивизия с частями усиления) проводилась ликвидация финского плацдарма на правом (южном ) берегу реки Вуокса, опиравшегося на естественный рельеф местности, исключительно трудный для наступательных действий.  Плацдарм  был расположен около поселка Барышево (Пааккола), гряда Яюряпяя,  с узлами обороны на высотах 44.5 Северная и 44.5. Южная и прикрывал место предстоящего форсирования реки.  7.7.1944 года плацдарм противника был ликвидирован.
9.7.1944 года части 115 стрелкового корпуса 23 армии (142-я стрелковая дивизия,  10-я стрелковая дивизия и  92-я стрелковая дивизия (8.7.44 г. из подчинения 98 ск передана в подчинение 115 ск)) с частями усиления и при активной воздушной поддержке 13-й воздушной армии начали форсирование реки Вуокса шириной в месте форсирования до 400 метров с целью захвата плацдарма на её левом (северном) берегу. К 12.7.1944 года удалось захватить плацдарм шириной до 7 км и глубиной до 2 км при непрекращающихся попытках противника сбросить наши войска с плацдарма. Бои носили исключительно ожесточенный характер.  Советские части  проявили массовый героизм, отражая за день от 8 до 11 контратак противника, пытавшегося ликвидировать захваченный плацдарм.
13.7.1944 г. Военным Советом Ленинградского фронта командованию 59 армии     и  21 армии  переданы Директивы 77/оп и 78/оп прервать наступление и перейти к обороне. В этот же день командованию 23 армии передана Директива 76/оп, в которой предписывалось переправить на левый берег реки Вуокси 6-й стрелковый корпус  и с утра 15.7 1944 г. начать наступление с целью выйти на рубеж Вуоксен — Вирта (северная старая основная  протока реки  Вуокса)   с последующим развитием удара с овладением рубежа  Райсяля,  Инкиля,   Антреа.  13-14 7.1944 года 6 стрелковый корпус переправился на плацдарм. 15.7.1944 года в Боевом распоряжении штаба 6 стрелкового корпуса предписано войскам  13-й и 327-й  стрелковых дивизий  c  частями усиления  перейти в наступление в течение ночи на 16.07.1944 года. 15.7.1944 года в 23 часа Командованию 23 армии поступает директива Военного Совета Ленинградского фронта 81/оп прервать наступательные операции с 24.00. 15.7.1944 года и временно перейти к жесткой обороне .
115 ск выводился из боя, на плацдарме оставались части 6 ск.  Финны продолжали  попытки  сбросить советские  войска с плацдарма, активные боевые действия противником проводились до 18.7.1944 г.  18.7.44 г.  противник пытался вклиниться в оборону 6 ск силами до 3-х рот,  с 19.7.1944 года в документах частей армии отмечены артиллерийские обстрелы.  24.7.44 г. отмечено снижение огневой активности противника. Советские части отстояли плацдарм. 

Фотография с финской передовой линии на плацдарме у деревни Вуосалми 28.07.1944 г. Фотография из архива Сил обороны Финляндии (SA-Kuva)

Позиционные бои на плацдарме, который удерживали 13 и 382 стрелковые дивизии 6 стрелкового корпуса 23-й армии, продолжались до окончания боевых действий с Финляндией 5.9.1944 года.
В ночь на 4 сентября Финское Правительство сделало заявление по радио, в котором сообщило, что Финляндия приняла выдвинутое Советским Правительством предварительное условие о разрыве отношений с Германией и о выводе германских войск из Финляндии не позднее 15 сентября. Одновременно с заявлением Правительства Финляндии Финское Военное Командование объявило о прекращении военных действий на всем участке расположения финских войск с 8 часов утра 4 сентября.  В связи с принятием Финским Правительством предварительного условия Советского правительства,   Советское Верховное Командование  приказало прекратить военные  действия на участке расположения финских войск с 8 часов утра  5 сентября.  Согласно приказу советские войска прекратили боевые действия в  8.00.  5.9.1944 года.
По факту боевые действия  4.9.1944 года были прекращены противником не по всей линии фронта,  в ночное время  в порядке контрбатарейной борьбы финские войска  проводили артналёты, потери в 382 сд 6 ск : убиты 7 человек, ранены 32 человека.
Сражение на Вуоксе одна из самых масштабных, тяжелых и кровопролитных, наряду со сражением при  Тали - Ихантала, битв на Карельском перешейке летом 1944 года.  По документам 23  армии  в июльских боях  1944 года  погибли 3374 человека, ранены  13451 человек, пропали без вести 872 человека. За бои в  июле 1944 г. в 23 армии награждено правительственными наградами 13613 человек, Звания Героя Советского Союза удостоены 10 человек
Оценка значения захвата плацдарма на левом берегу реки Вуокса  из Журнала боевых действий Ленинградского фронта за июль 1944 г.:
«Захват плацдарма на левом берегу р. Вуокси имеет крупное оперативное значение, так как произведенное форсирование Вуоксинской  водной системы с предварительной ликвидацией мощного тендэпона противника, на господствующих каменных высотах правого берега р. Вуокси, открывает большие возможности по разгрому левого крыла финской армии на Карперешейке, опирающегося на укрепленную линию Маннергейма» ( Название реки в документе записано так, как было принято в то время).
С 10.6.по 31.8.1944 года в 23-й армии награждены правительственными наградами 21197 человек. 
Звания Героя Советского Союза в  23 армии и частях усиления за этот период удостоены 23 человека

### 1944—1945 годы
После подписания  Московского перемирия (Московское перемирие) 19 сентября 1944 года 23 армия выполняла задачу по охране государственной границы с Финляндией.
Кроме охраны границы, обустройства линии границы, строительства оборонительных сооружений, строительства дорог, обустройства мест размещения войск, постоянной армейской учёбы, на армию были возложены обязанности контроля передаваемой полосы обороны финнов, схем минных полей, контроля за передачей финнами переходивших СССР населенных пунктов, предприятий, линий электропередач и линий связи и их охраны.
Частями армии проводилось разминирование местности (при проведении работ были погибшие). Только в июне 1945 г. обнаружены и уничтожены на местах около 3000  противотанковых и противопехотных мин, более  6400 разного вида боеприпасов.  Оказывалась помощь  в восстановлении сельского хозяйства, жилого фонда и промышленности. Проводились восстановительные работы на ГЭС в Энсо (Светогорск) и Раухиала ГЭС, работы по восстановлению и обслуживанию коммунального хозяйства г. Выборг, восстановлению газового завода в г. Выборг, проводилась заготовка дров для Ленинграда, оказывалась помощь в проведении сельхозработ колхозам и совхозам, помощь переселенцам
Летом 1945 года на рассмотрение городской администрации г. Выборга поступил проект монумента Победы, разработанный в виде стелы для установки на Красной площади Выборга . Он был выполнен аспирантом Академии архитектуры СССР  подполковником Стояновым Н. Н.(заместителем начальника оперативного отдела 23 армии)  по инициативе войсковых частей 23-й армии. Строительство монумента в этот период не было проведено.
Вопрос о необходимости установки в центре города монумента в память о советских солдатах, погибших на выборгской земле, снова появился на повестке дня после присвоения 25 марта 2010 городу  Выборгу  звания  Город воинской славы.  Новый памятник, спроектированный уже современными городскими архитекторами, также выполнен в форме обелиска. Хотя инициатива воинов 23 армии не была поддержана и проект архитектора Стоянова Н. Н. в 1945 году не был реализован и остался только в архиве, но его идея была настолько благородной, что была реализована через 66 лет уже нашими современниками.
В послевоенные годы части армии продолжали оставаться на Карельском перешейке в прежних местах дислокации. В июле 1945 года армию включили в состав войск Ленинградского военного округа. Из её состава убыл на Украину 14-й гвардейский стрелковый корпус, а в конце лета 1945 года прибыл 30-й гвардейский стрелковый корпус (45 гв сд, 63 гв сд, 64 гв сд). В 1946 году на базе входивших в состав армии 9-го, 16-го, 17-го и 22-го укрепрайонов была сформирована 22-я пулемётно-артиллерийская бригада. В последующие годы началось постепенное сокращение и расформирование частей армии. Управление 23-я армии было расформировано в апреле 1948 года.

## Командование

### Командующий
- Пшенников Пётр Степанович (25.05 -  06.08.1941),
- Герасимов Михаил Никанорович (06.08 - 08.09.1941),
- Черепанов Александр Иванович (09.09.1941 - 24.01.1943, 02.1943 - 02.07.1944),
- Духанов Михаил Павлович (24.01 - 02.1943),
- Швецов Василий Иванович (02.07.1944 - 04.1948).

### Член Военного совета
- Сосновиков Владимир Васильевич (13.06 - 01.11.1941),
- Мельников Семён Иванович (04.09 - 17.11.1941),
- Пожидаев Михаил Никифорович (02.11 - 20.12.1941),
- Самсонов Александр Абрамович (13.12.1941 - 31.03.1942),
- Ханжин Василий Михайлович (21.12.1941 - 24.02.1942),
- Сычёв Василий Андреевич (24.02 - 29.04.1942),
- Романов Георгий Павлович (29.04 - 10.10.1942),
- Курочкин Константин Трофимович (10.10.1942 - 20.05.1944),
- Шаманин Фёдор Афанасьевич (20.05.1944 - 31.07.1945).

### Начальник штаба
- Городецкий Николай Васильевич (25.05 - 27.07.1941),
- Иванов Пётр Алексеевич (27.07 - 01.10.1941),
- Микульский Семён Петрович (01.10.1941 - 23.01.1942),
- Крылов Владимир Алексеевич (23.01 - 18.09.1942),
- Самсонов Александр Абрамович (19.09.1942 - 09.05.1944),
- Большаков Дмитрий Михайлович (10.05.1944 - 20.03.1947).

Заместители командующего по тылу:
- Смирнов, генерал-майор, (1945-1946)

Заместители командующего, начальники инженерных войск армии:
- Кияшко, Фома Михайлович, генерал-майор, 1944

## Боевой состав

### Перечень соединений и воинский частей, входивших в состав армии
В разное время в состав армии входили:

#### Стрелковые и кавалерийские соединения
Корпуса
- 6-й стрелковый корпус
- 19-й стрелковый корпус
- 50-й стрелковый корпус
- 97-й стрелковый корпус
- 98-й стрелковый корпус
- 108-й стрелковый корпус
- 115-й стрелковый корпус
- 124-й стрелковый корпус

Дивизии
- 10-я стрелковая дивизия
- 10-я стрелковая дивизия НКВД
- 13-я стрелковая дивизия
- 20-я стрелковая дивизия НКВД
- 43-я стрелковая дивизия
- 46-я стрелковая дивизия
- 70-я стрелковая дивизия
- 72-я стрелковая дивизия
- 90-я стрелковая дивизия
- 92-я стрелковая дивизия
- 115-я стрелковая дивизия
- 123-я стрелковая дивизия
- 136-я стрелковая дивизия
- 142-я стрелковая дивизия
- 168-я стрелковая дивизия
- 177-я стрелковая дивизия
- 178-я стрелковая дивизия
- 198-я стрелковая дивизия
- 201-я стрелковая дивизия
- 224-я стрелковая дивизия
- 265-я стрелковая дивизия
- 281-я стрелковая дивизия
- 286-я стрелковая дивизия
- 288-я стрелковая дивизия
- 291-я стрелковая дивизия
- 314-я стрелковая дивизия
- 327-я стрелковая дивизия
- 358-я стрелковая дивизия
- 372-я стрелковая дивизия
- 381-я стрелковая дивизия
- 382-я стрелковая дивизия

Бригады
- Отдельная стрелковая бригада пограничных войск НКВД
- 8-я стрелковая бригада
- 27-я стрелковая бригада

Отдельные полки и другие подразделения
- 367-й стрелковый полк
- 708-й стрелковый полк
- 36-й отдельный противотанковый батальон

Укреплённые районы
- 9-й укреплённый район
- 16-й укреплённый район
- 17-й укреплённый район
- 22-й укреплённый район
- 27-й укреплённый район
- 28-й укреплённый район

#### Артиллерийские и миномётные соединения
Дивизии (со входящими подразделениями)
- 15-я артиллерийская дивизия прорыва
  - 18-я миномётная бригада
  - 35-я гаубичная артиллерийская бригада
  - 85-я тяжёлая гаубичная артиллерийская бригада
  - 106-я гаубичная артиллерийская бригада большой мощности
- 32-я зенитная артиллерийская дивизия
  - 1377-й зенитный артиллерийский полк
  - 1387-й зенитный артиллерийский полк
  - 1393-й зенитный артиллерийский полк
  - 1413-й зенитный артиллерийский полк
- 43-я зенитная артиллерийская дивизия
  - 464-й зенитный артиллерийский полк
  - 635-й зенитный артиллерийский полк
  - 1463-й зенитный артиллерийский полк
  - 1464-й зенитный артиллерийский полк

Бригады
- 6-я гвардейская миномётная бригада реактивной артиллерии
- 47-я гвардейская пушечная артиллерийская бригада
- Выборгский бригадный район ПВО

Отдельные полки
- 8-й гвардейский пушечный артиллерийский полк
- 24-й гвардейский миномётный полк реактивной артиллерии
- 8-й корпусной пушечный артиллерийский полк
- 21-й армейский пушечный артиллерийский полк
- 24-й армейский пушечный артиллерийский полк
- 28-й армейский артиллерийский полк
- 29-й гвардейский миномётный полк реактивной артиллерии
- 43-й пушечный артиллерийский полк
- 70-й гвардейский миномётный полк реактивной артиллерии
- 94-й истребительно-противотанковый артиллерийский полк
- 101-й гаубичный артиллерийский полк
- 104-й миномётный полк
- 114-й миномётный полк
- 127-й миномётный полк
- 108-й гаубичный артиллерийский полк
- 138-й корпусной пушечный артиллерийский полк
- 151-й армейский пушечный артиллерийский полк
- 154-й корпусной пушечный артиллерийский полк
- 165-й истребительно-противотанковый артиллерийский полк
- 174-й миномётный полк
- 175-й миномётный полк
- 184-й миномётный полк
- 260-й армейский гаубичный артиллерийский полк
- 276-й миномётный полк
- 336-й армейский пушечный артиллерийский полк
- 456-й миномётный полк
- 506-й миномётный полк
- 519-й гаубичный артиллерийский полк
- 532-й миномётный полк
- 534-й миномётный полк
- 567-й миномётный полк
- 573-й пушечный артиллерийский полк
- 577-й гаубичный артиллерийский полк
- 599-й гаубичный артиллерийский полк
- 632-й зенитный артиллерийский полк
- 641-й истребительно-противотанковый артиллерийский полк
- 883-й истребительно-противотанковый артиллерийский полк
- 1072-й истребительно-противотанковый артиллерийский полк
- 1106-й пушечный артиллерийский полк
- 1469-й зенитный артиллерийский полк

Отдельные дивизионы и другие отдельные подразделения
- 11-й гвардейский отдельный зенитный артиллерийский дивизион
- 20-й отдельный миномётный батальон
- 27-й отдельный зенитный артиллерийский дивизион
- 71-й отдельный зенитный артиллерийский дивизион
- 73-й отдельный зенитный артиллерийский дивизион
- 108-й отдельный зенитный артиллерийский дивизион
- 177-й отдельный зенитный артиллерийский дивизион
- 241-й отдельный зенитный артиллерийский дивизион
- 365-й отдельный артиллерийский дивизион
- 485-й отдельный зенитный артиллерийский дивизион
- 486-й отдельный зенитный артиллерийский дивизион
- 618-й отдельный зенитный артиллерийский дивизион

#### Танковые и механизированные соединения
Корпуса
- 10-й механизированный корпус

Дивизии
- 21-я танковая дивизия
- 24-я танковая дивизия
- 198-я моторизованная дивизия

Бригады
- 152-я танковая бригада
- 222-я танковая бригада

Отдельные полки
- 46-й гвардейский отдельный танковый полк
- 7-й мотоциклетный полк
- 27-й отдельный танковый полк
- 226-й отдельный танковый полк
- 260-й отдельный танковый полк
- 261-й отдельный танковый полк

Отдельные танковые батальоны
- Отдельный танковый батальон 23-й армии
- 48-й отдельный танковый батальон
- 106-й отдельный танковый батальон

Отдельные самоходные полки
- 396-й гвардейский тяжёлый самоходно-артиллерийский полк
- 938-й самоходно-артиллерийский полк
- 952-й самоходно-артиллерийский полк
- 1238-й самоходно-артиллерийский полк

Отдельные дивизионы, батальоны и другие подразделения
- 1-й отдельный бронеавтомобильный разведывательный батальон
- 49-й отдельный бронеавтомобильный разведывательный батальон
- 5-й отдельный аэросанный батальон
- 14-й отдельный дивизион бронепоездов
- 23-й отдельный дивизион бронепоездов
- 32-й отдельный дивизион бронепоездов
- 71-й отдельный дивизион бронепоездов
- 4-й отдельный бронепоезд
- 28-й отдельный бронепоезд
- 30-й отдельный бронепоезд

#### Авиация
Дивизии
- 5-я смешанная авиационная дивизия
- 41-я бомбардировочная авиационная дивизия

Полки
- 13-й гвардейский истребительный авиационный полк
- 14-й гвардейский истребительный авиационный полк
- 15-й гвардейский штурмовой авиационный полк
- 7-й истребительный авиационный полк
- 153-й истребительный авиационный полк
- 174-й штурмовой авиационный полк
- 235-й штурмовой авиационный полк

Эскадрильи
- Отдельная разведывательная авиационная эскадрилья 23-й армии
- 15-я корректировочная авиационная эскадрилья
- 19-я корректировочная авиационная эскадрилья
- 50-я корректировочная авиационная эскадрилья
- 117-я разведывательная авиационная эскадрилья

#### Инженерные и сапёрные части
Бригады
- 20-я инженерно-сапёрная бригада

Батальоны
- 53-й отдельный инженерный батальон
- 54-й отдельный инженерный батальон
- 109-й отдельный моторизованный инженерный батальон
- 153-й отдельный инженерный батальон
- 172-й отдельный инженерный батальон
- 363-й отдельный инженерный батальон
- 734-й отдельный инженерный батальон
- 2-й отдельный сапёрный батальон
- 71-й отдельный сапёрный батальон
- 106-й отдельный сапёрный батальон
- 234-й отдельный сапёрный батальон
- 325-й отдельный сапёрный батальон
- 14-й отдельный понтонно-мостовой батальон
- 36-й отдельный понтонно-мостовой батальон
- 40-й отдельный понтонно-мостовой батальон
- 41-й отдельный моторизованный понтонно-мостовой батальон
- 67-й отдельный инженерный батальон миноискателей
- 58 отдельный полк связи

### Помесячный боевой состав армии
| Дата (в составе фронта)                                                    | Стрелковые и кавалерийские соединения                                                                                                   | Артиллерийские и миномётные соединения | Танковые и механизированные соединения                          | Авиация                         | Инженерные и сапёрные части     | Огнемётные части |
| -------------------------------------------------------------------------- | --- | --- | --------------------------------------------------------------- | ------------------------------- | ------------------------------- | ---------------- |
| 22.06.1941 (ЛВО)                                                           | 19 ск (115, 142 сд), 50 ск (43, 70, 123 сд), 27 (Кексгольмский), 28 (Выборгский) УР                                                     | 24, 28, 43 кап, 573 пап, 108, 101 гап, 519 гап б/м РГК, 20 оминб, 27, 241 озад | 10 мк (21, 24 тд, 198 мд, 7 мцп)                                | 5 сад, 41 бад, 15, 19 каэ       | 109 миб, 153 оиб                |                  |
| 01.07.1941 (Северный фронт)                                                | 19 ск (115, 142 сд), 50 ск (43, 123 сд), 27, 28 УР                                                                                      | 24, 43, 28 кап, 101 гап, 108 гап б/м РГК, 27, 241, 485, 486 озад | 10 мк (21, 24 тд, 198 мд, 7 мцп)                                | 5 сад, 41 бад, 15, 19 каэ       | 109 миб, 40, 41 пмб             | —                |
| 10.07.1941 (Северный фронт)                                                | 19 ск (115, 142 сд), 50 ск (43, 123 сд), 27, 28 УР                                                                                      | 24, 28 кап, 101 гап, 108 гап б/м РГК, 20 оминб, 27, 241, 485 озад | 198 мд, отб (б/н)                                               | 5 сад                           | 54 оиб, 40, 41 пмб              | —                |
| 01.08.1941 (Северный фронт)                                                | 19 ск (115, 142, 168 сд), 43, 123 сд, 367 сп (71 сд), 27, 28 УР                                                                         | 24, 28 кап, 101, 577 гап РГК, 20 оминб, 27, 241, 485 озад | 198 мд                                                          | 5 сад                           | 53, 54 оиб, 40, 41 пмб, 234 осб | —                |
| 01.09.1941 (Ленинградский фронт)                                           | 19 ск (142, 265 сд), 43, 123, 291 сд, 708 сп (115 сд)                                                                                   | 577 гап РВГК, 28 кап, 241, 485 озад; Выборгский бригадный район ПВО | 198 мд (без ап)                                                 | 7, 153 иап, 235 шап             | 41 пмб, 234 осб                 | —                |
| 01.10.1941 (Ленинградский фронт)                                           | 43, 123, 142, 198, 265, 291 сд, осбр НКВД, 22 УР                                                                                        | 577 гап РВГК (без д-на); Выборгский бригадный район ПВО, 27, 241, 485 озад | 48, 106 отб                                                     | 5 сад, 117 раэ                  | 234 осб                         | —                |
| 01.11.1941 (Ленинградский фронт)                                           | 123, 142, 198, 291 сд, 22 УР | 577 гап РВГК (без д-на), 365 оад, 27, 241, 485 озад | 48, 106 отб                                                     | 5 сад, 117 раэ                  | 234 осб                         | —                |
| 01.12.1941 (Ленинградский фронт)                                           | 123, 142, 198, 291 сд, 22 УР | 577 гап РВГК (без д-на), 365 оад, 27, 241 озад | 48, 106 отб                                                     | 5 сад, 117 раэ                  | 234 осб                         | —                |
| 01.01.1942 (Ленинградский фронт)                                           | 123, 142, 291 сд, 22 УР | 260, 577 гап, 27, 241 озадн | 48, 106 отб, 30 отд. бронепоезд                                 | 5 сад, 117 раэ                  | 234 осб                         | —                |
| 01.02.1942 (Ленинградский фронт)                                           | 123, 142, 291 сд, 22 УР | 260, 577 гап, 27, 241 озадн | 106 отб, 30 отд. бронепоезд                                     | 5 сад, 117 раэ                  | 234 осб                         | —                |
| 01.03.1942 (Ленинградский фронт)                                           | 123, 142, 291 сд, 20 сд НКВД, 8 сбр, 22 УР                                                                                              | 28 ап, 260, 577 гап, 94 ап ПТО (14 абр ПТО), 27, 241 озадн | 106 отб, 30 отд. бронепоезд                                     | 7, 153 иап, 174 шап             | 106, 234 осб                    | —                |
| 01.04.1942 (Ленинградский фронт)                                           | 10, 123, 136, 142, 291 сд, 20 сд НКВД, 22 УР                                                                                            | 28 ап, 260, 577 гап, 94 ап ПТО (14 абр ПТО), 27, 241 озадн | 106 отб, 30 отд. бронепоезд                                     | 14 гв. иап, 15 гв. шап          | 2, 106, 234 осб                 | —                |
| 01.05.1942 (Ленинградский фронт) (Группа войск Ленинградского направления) | 10, 123, 136, 142, 291 сд, 20 сд НКВД, 22 УР                                                                                            | 28 аап, 260, 577 гап, 94 ап ПТО (14 абр ПТО), 27, 241 озадн | 106 отб, 28, 30 отд. бронепоезд                                 | 14 гв. иап, 15 гв. шап          | 2, 106, 234 оиб, 71 осб         | —                |
| 01.06.1942 (Ленинградский фронт) (Ленинградская группа войск)              | 10, 123, 136, 142, 291 сд, 20 сд НКВД, 22 УР                                                                                            | 28 аап, 260, 577 гап, 94 ап ПТО (14 абр ПТО), 27, 241 озадн | 30 отд. бронепоезд                                              | 14 гв. иап, 15 гв. шап          | 106, 234 оиб, 71, 325 осб       | —                |
| 01.07.1942 (Ленинградский фронт)                                           | 123, 136, 142, 291 сд, 10 и 20 сд НКВД, 22 УР                                                                                           | 28 аап, 260, 577 гап, 94, 883 лап, 184 минп, 73, 108 озадн | 152 тбр, 30 отд. бронепоезд                                     | 14 гв. иап, 15 гв. шап          | 106, 234 оиб, 14 пмб            | —                |
| 01.08.1942 (Ленинградский фронт)                                           | 10,123, 136, 142, 291 сд, 20 сд НКВД, осбр НКВД (б/н), 22 УР                                                                            | 28 аап, 260, 577 гап, 94, 883 иптап, 184 минп, 73, 108 озадн | 152 тбр, 30 отд. бронепоезд                                     | 13 гв. иап, 15 гв. шап          | 234 оиб, 14 пмб                 | —                |
| 01.09.1942 (Ленинградский фронт)                                           | 10, 92, 123, 142, 291 сд, 27 сбр, 22 УР                                                                                                 | 260, 577 гап, 1106 пап, 94, 883 иптап, 73, 108 озадн | 152 тбр, 30 отд. бронепоезд                                     | 14 гв. иап, 15 гв. шап, 50 каэ  | 234 оиб, 14 пмб                 | —                |
| 01.10.1942 (Ленинградский фронт)                                           | 10, 92, 123, 142, 291 сд, 27 сбр, 22 УР                                                                                                 | 260, 1106 пап, 94, 883 иптап, 632 зенап, 73, 108, 618 озадн | 152 тбр, 30 отд. бронепоезд                                     | 14 гв. иап, 15 гв. шап          | 234 оиб                         | —                |
| 01.11.1942 (Ленинградский фронт)                                           | 10, 92, 123, 142, 291 сд, 27 сбр, 17, 22 УР                                                                                             | 260 гап, 336, 1106 пап, 94, 883 иптап, 104 минп, 632 зенап, 73, 108, 618 озадн | 152 тбр, 30 отд. бронепоезд                                     | 14 гв. иап, 15 гв. шап, раэ б\н | 234 оиб                         | —                |
| 01.12.1942 (Ленинградский фронт)                                           | 10, 92, 123, 142, 291 сд, 27 сбр, 17, 22 УР                                                                                             | 260 аап, 336, 1106 пап, 94, 883 иптап, 104 минп, 632 зенап, 73, 108, 618 озадн | 152 тбр, 30 отд. бронепоезд                                     | —                               | 234 оиб                         | —                |
| 01.01.1943 (Ленинградский фронт)                                           | 10, 92, 142, 291 сд, 27 сбр, 17, 22 УР                                                                                                  | 260 аап, 336 пап, 94, 883 иптап, 104 аминп, 532 минп (ад б/н), 73, 618 озадн | 152 тбр, 30 отд. бронепоезд                                     | 915 сап                         | 234 оиб                         | —                |
| 01.02.1943 (Ленинградский фронт)                                           | 10, 92, 291 сд, 27 сбр, 17, 22 УР | 260 аап, 336 пап, 94, 883 иптап, 104 аминп, 73, 618 озадн | 222 тбр, 5 оаэсб                                                | 915 сап                         | 234 оиб                         | —                |
| 01.03.1943 (Ленинградский фронт)                                           | 10, 92, 224 сд, 27 сбр, 36 оптб, 17, 22 УР                                                                                              | 260 аап, 336 пап, 94, 883 иптап, 73, 618 озадн | 5 оаэсб, 14-й одн брп                                           | 915 сап                         | 234, 363 оиб                    | —                |
| 01.04.1943 (Ленинградский фронт)                                           | 10, 92, 142 сд, 27 сбр, 36 оптб, 17, 22 УР                                                                                              | 260 аап, 336 пап, 94, 883 иптап, 276 минп, 618 озадн | 261 отп, 5 оаэсб, 14-й одн брп                                  | —                               | 234, 363 оиб                    | —                |
| 01.05.1943 (Ленинградский фронт)                                           | 10, 92, 142, 288 сд, 27 сбр, 36 оптб, 17, 22 УР                                                                                         | 260 аап, 336 пап, 599 гап, 94, 883 иптап, 174, 276 минп, 618 озадн | 222 тбр, 5 оаэсб, 14-й одн брп                                  | —                               | 234, 363 оиб                    | —                |
| 01.06.1943 (Ленинградский фронт)                                           | 10, 92, 142, 201 сд, 17, 22 УР, 36 оиптб                                                                                                | 260 аап, 336 пап, 599 гап, 94, 883 иптап, 276 аминп, 114 минп, 618 озадн | 5 оаэсб, 14-й одн брп                                           | —                               | 234, 363 оиб                    | —                |
| 01.07.1943 (Ленинградский фронт)                                           | 10, 92, 142, 201 сд, 17, 22 УР | 260 аап, 336 пап, 599 гап, 94, 883 иптап, 174, 276 минп, 618 озадн | 14-й одн брп                                                    | —                               | 234, 363 оиб                    | —                |
| 01.08.1943 (Ленинградский фронт)                                           | 10, 92, 142 сд, 17, 22 УР | 8, 154 кап, 336 пап, 94, 883 иптап, 276 минп, 618 озадн | 222 отп, 14-й одн брп                                           | —                               | 234, 363 оиб                    | —                |
| 01.09.1943 (Ленинградский фронт)                                           | 10, 92, 142 сд, 17, 22 УР | 8, 154 кап, 336 пап, 94, 883 иптап, 276 минп, 618 озадн | 222, 260 отп                                                    | —                               | 234, 363 оиб                    | —                |
| 01.10.1943 (Ленинградский фронт)                                           | 10, 92, 142 сд, 17, 22 УР | 8, 154 кап, 336 пап, 94, 883 иптап, 174, 276 минп, 618 озадн | 222, 260 отп                                                    | —                               | 234, 363 оиб                    | —                |
| 01.11.1943 (Ленинградский фронт)                                           | 10, 92, 142 сд, 17, 22 УР | 8, 154 кап, 336 пап, 94, 883 иптап, 276 минп, 618 озадн | —                                                               | —                               | —                               | —                |
| 01.12.1943 (Ленинградский фронт)                                           | 10, 92, 142 сд, 17, 22 УР | 8, 154 кап, 336 пап, 94, 883 иптап, 276 минп, 618 озадн | 5 оаэсб                                                         | —                               | —                               | —                |
| 01.01.1944 (Ленинградский фронт)                                           | 10, 92, 142 сд, 17, 22 УР | 8 кап, 336 пап, 94, 883 иптап, 276 минп, 618 озадн | 5 оаэсб, 1 оабрб                                                | —                               | —                               | —                |
| 01.02.1944 (Ленинградский фронт)                                           | 10, 92, 142 сд, 17, 22 УР | 336 пап, 94, 883 иптап, 276 минп, 618 озадн | 5 оаэсб                                                         | —                               | 234 оиб                         | —                |
| 01.03.1944 (Ленинградский фронт)                                           | 10, 92, 142 сд, 17, 22 УР | 336 пап, 94, 883 иптап, 276 минп, 618 озадн | 5 оаэсб                                                         | —                               | 234 оиб                         | —                |
| 01.04.1944 (Ленинградский фронт)                                           | 10, 92, 142 сд, 17, 22 УР | 8 гв., 336 пап, 94, 883 иптап, 175, 276, 506 минп, 32 зенад (1377, 1387, 1393, 1413 зенап), 618 озадн | 27 отп, 5 оаэсб, 23, 32 одн брп, 4 обрп                         | —                               | 234 оиб                         | —                |
| 01.05.1944 (Ленинградский фронт)                                           | 97 ск (178, 358, 381 сд), 124 ск (177, 281, 286 сд), 98 ск (142, 372 сд), 108 ск (10, 46 сд), 115 ск (92, 314 сд), 72, 90 сд, 17, 22 УР | 8 и 267 гв., 336 пап, 94, 165, 641, 883 иптап, 175, 276, 506, 567 минп, 29 гв. мп, 32 зенад (1377, 1387, 1393, 1413 зенап), 618 озадн                                                                                   | 152 тбр, 27 отп, 5 оаэсб, 23, 32 одн брп, 4 обрп                | —                               | 234, 734 оиб                    | —                |
| 01.06.1944 (Ленинградский фронт)                                           | 98 ск (177, 281, 372 сд), 115 ск (10, 92, 314 сд), 142 сд, 17, 22 УР                                                                    | 15 адп (35 габр, 85 тгабр, 106 габр БМ, 18 минбр), 47 гв. пабр, 138 кпап, 8 гв., 21, 336 пап, 94, 165, 641, 883 иптап, 127, 175, 506, 567 минп, 6 гв. мбр (1 гв. мд), 29 и 70 гв. мп, 1469 зенап, 11 гв., 71, 618 озадн | 152 тбр, 46 гв., 27 отп, 938, 952, 1238 сап, 14, 23, 71 одн брп | —                               | 20 исбр, 734 оиб, 36 пмб        | —                |
| 01.07.1944 (Ленинградский фронт)                                           | 6 ск (13, 177, 382 сд), 98 ск (92, 281, 381 сд), 115 ск (10, 142 сд), 17 УР                                                             | 47 гв. пабр, 21, 151, 336 пап, 165, 641, 883, 1072 иптап, 127, 175, 456, 506, 567 минп, 70 гв. мп, 1469 зенап, 71, 618 озадн                                                                                            | 46 гв., 226 отп, 396 гв. тсап, 938, 952 сап, 71 одн брп         | —                               | 20 исбр                         | —                |
| 01.08.1944 (Ленинградский фронт)                                           | 6 ск (13, 327, 382 сд), 115 ск (10, 92, 142 сд), 17 УР                                                                                  | 47 гв. пабр, 21, 151, 336 пап, 165, 883, 1072 иптап, 175, 456, 506, 567 минп, 40 и 70 гв. мп, 1469 зенап, 71, 168, 618 озадн                                                                                            | 222, 226 отп, 396 гв. тсап, 952 сап                             | —                               | 20 исбр                         | —                |
| 01.09.1944 (Ленинградский фронт)                                           | 6 ск (13, 327, 382 сд), 115 ск (10, 92, 142 сд), 17 УР                                                                                  | 47 гв. пабр, 21, 151, 336 пап, 165, 883, 1072 иптап, 175, 456, 506, 567 минп, 40 и 70 гв. мп, 1469 зенап, 71, 168, 618 озадн                                                                                            | 222, 226 отп, 396 гв. тсап, 952 сап                             | —                               | 20 исбр                         | —                |
| 01.10.1944 (Ленинградский фронт)                                           | 6 ск (13, 327, [382 сд), 115 ск (10, 92 сд), 17 УР                                                                                      | 47 гв. пабр, 336 пап, 883 иптап, 567 минп, 1469 зенап, 71, 618 озадн | 222 отп, 396 гв. тсап, 49 оабрб, 23 одн брп, 4 обрп             | —                               | 20 исбр                         | —                |
| 01.11.1944 (Ленинградский фронт)                                           | 6 ск (327, 382 сд), 115 ск (10, 92, 224 сд), 17 УР                                                                                      | 47 гв. пабр, 21, 336 пап, 883 иптап, 175, 534, 567 минп, 24 гв. мп, 1469 зенап, 71, 168, 618 озадн | 222 отп, 396 гв. тсап, 49 оабрб, 23 одн брп, 4 обрп             | —                               | 20 исбр                         | —                |
| 01.12.1944 (Ленинградский фронт)                                           | 6 ск (10, 224, 382 сд), 97 ск (177, 178, 327 сд), 17 УР                                                                                 | 47 гв. пабр, 21 пап, 175, 567 минп, 24 гв. мп, 1469 зенап, 71, 168, 618 озадн | 396 гв. тсап, 49 оабрб, 23 одн брп, 4 обрп                      | —                               | 20 исбр                         | —                |
| 01.01.1945 (Ленинградский фронт)                                           | 97 ск (177, 178, 224 сд), 16 и 17 УР | 47 гв. пабр, 8 гв., 21 пап, 94 иптап, 174, 175, 534, 567 минп, 24 гв. мп, 43 зенад (464, 635,1463, 1464 зенап), 1469 зенап, 71, 168, 177, 618 озадн                                                                     | 49 оабрб, 14 и 23 одн брп, 4 обрп                               | —                               | 20 исбр                         | —                |
| 01.02.1945 (Ленинградский фронт)                                           | 97 ск (177, 178, 224 сд), 16 и 17 УР | 47 гв. пабр, 8 гв., 21 пап, 94 иптап, 24 гв. мп, 43 зенад (464, 635, 1463, 1464 зенап), 1469 зенап, 71, 168, 177, 618 озадн                                                                                             | 49 оабрб, 14 и 23 одн брп,                                      | —                               | 172 оиб, 67 оибми               | —                |
| 01.03.1945 (Ленинградский фронт)                                           | 97 ск (177, 178, 224 сд), 9, 16, 17 УР                                                                                                  | 47 гв. пабр, 8 гв., 21 пап, 94 иптап, 24 гв. мп, 1469 зенап,71, 168, 177, 618 озадн | 49 оабрб, 14 и 23 одн брп,                                      | —                               | 172 оиб, 67 оибми               | —                |
| 01.04.1945 (Ленинградский фронт)                                           | 97 ск (177, 178, 224 сд), 9, 16, 17 УР                                                                                                  | 47 гв. пабр, 8 гв., 21 пап, 94 иптап, 174 минп, 24 гв. мп, 1469 зенап,71, 168, 177, 618 озадн | 49 оабрб, 14 и 23 одн брп,                                      | —                               | 172 оиб, 67 оибми               | —                |
| 01.05.1945 (Ленинградский фронт)                                           | 97 ск (177, 178, 224 сд), 9, 16, 17 УР                                                                                                  | 47 гв. пабр, 8 гв., 21 пап, 94 иптап, 174 минп, 24 гв. мп, 1469 зенап,71, 168, 177, 618 озадн | 14 одн брп,                                                     |                                 | 172 оиб, 67 оибми               | —                |

### Армейская газета 23-й армии «Знамя Победы»
В 23-й армии издавалась ежедневная красноармейская газета «Знамя Победы» (полевая почта 08370-Ф).  Ответственный редактор майор  Н.Ф. Прусьян.
В разное время в газете  работали поэты  М. А. Дудин,   В. С. Шефнер,  Н. В. Глейзаров,  литературовед  А.Л. Дымшиц, фотокорреспондент  И.А. Фетисов , художник  Л. И. Коростышевский и другие.

## Память

#### Памятники воинам 23-й армии Северного, Ленинградского фронта
(Памятники и мемориалы, посвящённые подвигу воинов  23-й армии Северного,  Ленинградского фронта  в годы  Великой Отечественной войны)

#### Захоронения и братские могилы воинов 23-й армии
В городе Лахденпохья (Республика Карелия) находится братская могила воинов 23-й армии Северного (Ленинградского) фронта, погибших в конце июня—августе 1941 года в оборонительных боях против финских войск.
Здесь захоронено  580 советских солдат и офицеров. На могиле установлен памятник — скульптура воина с каской в правой руке и венком в левой руке. Среди захороненных в братской могиле — Герой Советского Союза А. И. Заходский.
 Памятный знак советским военнопленным, погибшим в концлагере (05307)
Расположение:  посёлок Лесной Кордон,  Селезнёвское сельское поселение Выборгского района Ленинградской области.
7 мая 1997 года комитетом по делам молодежи и туризму правительства Ленинградской области и Фондом поисковых отрядов Ленинградской области  в посёлке  Лесной Кордон, был установлен памятный знак воинам 23-й армии Ленинградского фронта, погибшим  в финском плену в лагере военнопленных в 1941-1944 гг.
В  1941-1944 г.г.  на территории Селезнёвского поселения,  финское название посёлка -  Тиенхаара, находился  финский концлагерь. Достоверные данные  о местонахождении лагеря Тиенхаара  и  сведения о погибших в этом  лагере  отсутствуют.  На официальные  запросы, направленные Российской стороной  в архивы и официальные органы Финляндии,  получены ответы,  что  архивных данных и информации нет.
По другим сведениям  на кладбище в  Тиенхаара  захоронены  2029 советских военнослужащих, погибших  в  лагере в 1941 – 1944 г.г..